# 卡姆亞內 (別里斯拉夫區)
47°23′46″N 33°17′54″E / 47.39611°N 33.29833°E
卡姆亞内（烏克蘭語：Кам'яне）是位於烏克蘭南部的村莊，由赫爾松州別里斯拉夫區的大亚历山德里夫卡市镇負責管轄。該村始建於1918年，面積0.57平方公里，海拔高度64米，2001年人口99，人口密度每平方公里175.2人。